# André Souvré
Pour les articles homonymes, voir Souvré.
André Souvré (né le 20 janvier 1939 au Sap dans l’Orne et mort le 14 décembre 2021 à Toulouse) est un basketteur français.

## Biographie

### Vie privée
Il est le père de l'une des plus grandes figures du basket-ball féminin français, Yannick Souvré.

## Club
- 1955-1958 : Amicale de Gallardon
- 1958-1966 : Paris UC
- 1966-1970 : Toulouse UC
- 1973 : AS Tournefeuille

## Palmarès

### Club
compétitions nationales 
- Champion de France 1963
- Vainqueur de la Coupe de France 1962, 1963

### Sélection nationale
Championnat d'Europe
- 4e du Championnat d'Europe 1961 à Belgrade,  Yougoslavie

Autres
- 8 sélections, 8 points en équipe de France
- Début en Équipe de France le 29 avril 1961 contre l'équipe de Roumanie à Belgrade
- Dernière sélection le 8 mai 1961 contre l'équipe de Bulgarie à Belgrade